# Gabriela Knutson
Gabriela Andrea Knutson, in ceco Gabriela Andrea Knutsonová (Fair Oaks, 21 aprile 1997), è una tennista ceca.

## Biografia
Gabriela Knutson è nata da padre statunitense e madre ceca. All'età di dodici anni, si è trasferita dalla California a Dvůr Králové nad Labem in Repubblica Ceca; si sono stabiliti in un appartamento adiacente al tennis club locale.
Gabriela ha lasciato la scuola alle equivalenti elementari ed ha completato gli studi online. Il suo idolo da ragazzina era Caroline Wozniacki.

## Carriera

### Junior
Durante la sua carriera junior, la Knutson ha raggiunto la 272ª posizione mondiale in singolare il 5 maggio 2014. Il suo unico titolo conquistato nell'ITF Junior Circuit è stata la Safina Cup nel 2014, un evento Grado 4.

### College
La Knutson ha giocato tennis al college all'università di Syracuse, dove si è diplomata in giornalismo televisivo alla Newhouse School of Public Communications. Certificata con un chip blu, ha raggiunto la 4ª posizione nelle classifiche del college ed ha partecipato nel tabellone di singolo della NCAA Division I Championships sia nel 2018 che nel 2019. Nel 2018, Gabriela viene nominata una All-American, la prima giocatrice della Syracuse a riuscirci dal 1995. Ha concluso la sua carriera nel college con un totale complessivo di 179 vittorie, la seconda complessiva del programma dietro solo la connazionale Jana Strnadová.
Dal 2019, la Knutson ha frequentato l'università di Durham su un programma scolastico post diploma, dove ha studiato per una MSc in marketing come membro della Hatfield College ed ha rappresentato l'università degli eventi tennistici della BUCS. É rimasta alla Durham anche in seguito alla pandemia di COVID-19 per conseguire una seconda laurea, migrando quindi dalla Hatfield alla Ustinov College. Nel 2022, è stata nominata Team Durham Sportswoman of the Year.

### Professionistica
Gabriela Knutson ha vinto 6 titoli in singolare e 5 titoli in doppio nel circuito ITF in carriera. Il 6 novembre 2023 ha raggiunto il best ranking in singolare raggiungendo la 155ª posizione mondiale, mentre il 17 aprile 2023 ha raggiunto la 270ª posizione in doppio.
Ha fatto il suo debutto nel circuito maggiore al Livesport Prague Open 2023, dove ha superato le qualificazioni. Nel suo primo incontro, viene sconfitta dalla connazionale Tereza Martincová in tre set.

## Statistiche ITF

### Singolare

#### Vittorie (6)
| Torneo 100000 $ (0) |
| Torneo 80000 $ (0)  |
| Torneo 60000 $ (1)  |
| Torneo 40000 $ (2)  |
| Torneo 25000 $ (3)  |
| Torneo 15000 $ (0)  |

| N. | Data             | Torneo                                       | Superficie  | Avversaria in finale | Punteggio     |
| 1. | 12 marzo 2023    | Graystone ITF Challenger Driven, Fredericton | Cemento (i) | Himeno Sakatsume     | 6-4, 6-4      |
| 2. | 20 maggio 2023   | WTA Monzon Conchita Martinez, Monzón         | Cemento     | Maddison Inglis      | 6-4, 6-2      |
| 3. | 18 giugno 2023   | Guimarães Ladies Open, Guimarães             | Cemento     | Madison Sieg         | 6-3, 6-4      |
| 4. | 15 ottobre 2023  | The Campus Carby Ladies Open, Quinta do Lago | Cemento     | Harriet Dart         | 6-4, 6-1      |
| 5. | 14 luglio 2024   | Seixal Ladies Open, Corroios                 | Cemento     | Mariam Bolkvadze     | 6-1, 6-3      |
| 6. | 23 febbraio 2025 | Winter Prague Open, Praga                    | Cemento (i) | Destanee Aiava       | 6-4, 3-6, 7-5 |

#### Sconfitte (4)
| Torneo 100000 $ (0) |
| Torneo 80000 $ (0)  |
| Torneo 60000 $ (2)  |
| Torneo 40000 $ (1)  |
| Torneo 25000 $ (1)  |
| Torneo 15000 $ (0)  |

| N. | Data            | Torneo                                | Superficie  | Avversaria in finale | Punteggio        |
| 1. | 5 febbraio 2023 | Georgia’s Rome Tennis Open, Rome      | Cemento (i) | Peyton Stearns       | 6-3, 0-6, 2-6    |
| 2. | 28 maggio 2023  | Magic Tours, Monastir                 | Cemento     | Taylah Preston       | 6-3, 6(5)-7, 3-6 |
| 3. | 4 novembre 2023 | Engie Open Nantes Atlantique, Nantes  | Cemento (i) | Océane Dodin         | 7-6(2), 3-6, 2-6 |
| 4. | 9 giugno 2024   | Montemor Ladies Open, Montemor-o-Novo | Cemento     | Eudice Chong         | 6-3, 2-6, 1-6    |

### Doppio

#### Vittorie (5)
| Torneo 100000 $ (0) |
| Torneo 80000 $ (0)  |
| Torneo 60000 $ (2)  |
| Torneo 40000 $ (1)  |
| Torneo 25000 $ (2)  |
| Torneo 15000 $ (0)  |

| N. | Data             | Torneo                                      | Superficie  | Compagna             | Avversaria in finale                          | Punteggio        |
| 1. | 23 aprile 2022   | Nottingham Tennis Center, Nottingham        | Cemento     | Katarína Strešnaková | Lauryn John-Baptiste Alice Robbe              | 7-6(5), 6-3      |
| 2. | 28 ottobre 2022  | GB Pro-Series Loughborough, Loughborough    | Cemento (i) | Joanna Garland       | Martyna Kubka Elena Malõgina                  | 6-3, 6-3         |
| 3. | 24 febbraio 2024 | Wiphold International, Pretoria             | Cemento     | Lina Glushko         | Sofia Costoulas Hanne Vandewinkel             | 7-6(5), 7-6(4)   |
| 4. | 16 marzo 2024    | Říčany Open, Říčany                         | Cemento (i) | Tereza Valentová     | Fanny Stollár Lulu Sun                        | 6-4, 3-6, [10-4] |
| 5. | 10 maggio 2025   | Open Saint-Gaudens Occitanie, Saint-Gaudens | Terra rossa | Anna Sisková         | Émeline Dartron Tiantsoa Rakotomanga Rajaonah | 6-2, 6-2         |

#### Sconfitte (3)
| Torneo 100000 $ (0) |
| Torneo 80000 $ (0)  |
| Torneo 60000 $ (2)  |
| Torneo 40000 $ (0)  |
| Torneo 25000 $ (1)  |
| Torneo 15000 $ (0)  |

| N. | Data            | Torneo                                                 | Superficie  | Compagna             | Avversaria in finale                | Punteggio |
| 1. | 18 giugno 2022  | Santo Domingo Women's Open, Santo Domingo              | Cemento     | Katarína Strešnaková | Alicia Herrero Liñana Melany Krywoj | 2-6, 4-6  |
| 2. | 4 febbraio 2023 | Georgia’s Rome Tennis Open, Rome                       | Cemento (i) | Mana Ayukawa         | Fanny Stollár Lulu Sun              | 3-6, 0-6  |
| 3. | 31 maggio 2025  | Internazionali Femminili di Tennis di Brescia, Brescia | Terra rossa | Darja Semeņistaja    | Maja Chwalińska Sinja Kraus         | 0-6, 3-6  |